# Somethin’ Stupid
Somethin’ Stupid (auch Something Stupid) ist ein Lied von Carson Parks, das 1967 in einer Popversion von Frank Sinatra und seiner Tochter Nancy zum Nummer-eins-Hit in den Vereinigten Staaten und dem Vereinigten Königreich wurde. Ebenfalls erfolgreich war eine Version von Robbie Williams und Nicole Kidman aus dem Jahr 2001.

## Entstehung
Carson Parks war Mitglied der The Greenwoods County Singers, bei denen er seine spätere Ehefrau Gaile Foote kennenlernte. Er schrieb im Herbst 1966 Musik und Text zu Something Stupid und nahm es mit Foote für das gemeinsame Duett-Album San Antonio Rose (Kapp Records KS-3516) auf. Die Veröffentlichung der LP war ursprünglich für November 1966 vorgesehen, wurde aber auf Februar 1967 verschoben, weil man das Konzept als untauglich für das Weihnachtsgeschäft erachtete. Neben der LP erschien die Aufnahme dann im Februar 1967 auch als Single (Kapp 813).

## Coverversion von Frank und Nancy Sinatra

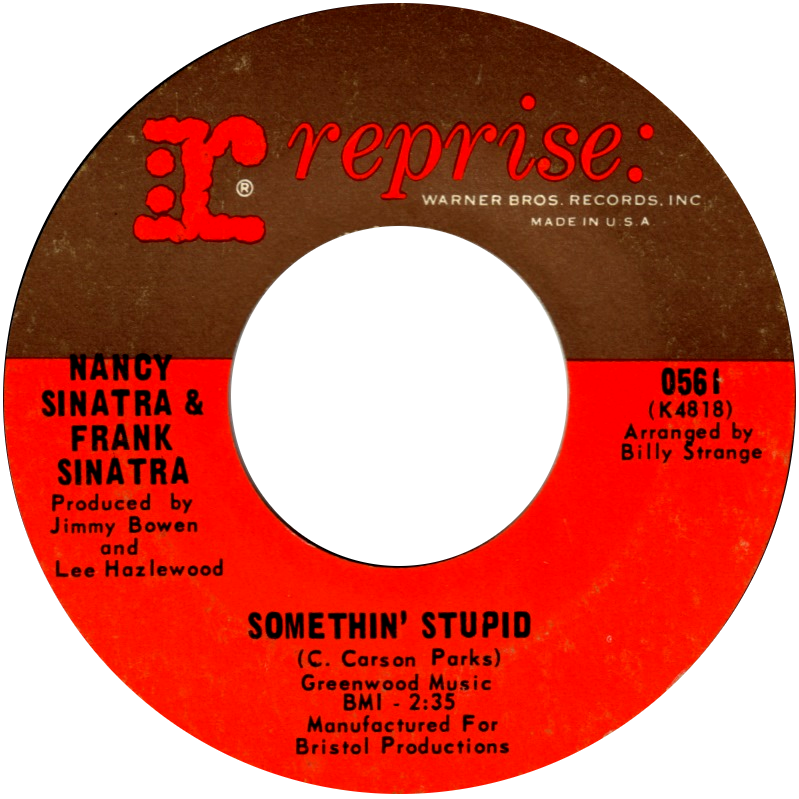
Frank & Nancy Sinatra – Somethin’ Stupid

Parks’ Manager Wally Brady spielte die Duettaufnahme von Carson and Gaile Ende 1966 Mo Ostin, dem Vizepräsidenten von Reprise Records, vor. Ostin leitete auf Bradys Vorschlag hin eine Kopie an Frank Sinatra weiter, der sofort entschied, das Stück als Duett mit seiner Tochter Nancy herauszubringen, die ebenfalls bei Reprise unter Vertrag stand. Nachdem sich Frank Sinatras Produzent Jimmy Bowen und Nancy Sinatras Produzent Lee Hazlewood rasch darüber einig geworden waren, sangen Vater und Tochter das Lied am 1. Februar 1967 in den Western Recorders Studios in Hollywood gemeinsam ein. 
Das Arrangement stammte von Billy Strange. Dieser schuf ein zum Original identisches Arrangement und Tempo, hinzugefügt wurde ein mittlerer Instrumentalteil. Die Besetzung rekrutierte sich aus Teilen der Wrecking Crew wie Alvin Casey / Glen Campbell (Gitarre), Ralph Peña (Bass), Carol Kaye (Elektro-Bass), Hal Blaine (Schlagzeug) und Victor Feldman (Percussion). Die Aufnahme entstand auf einem neuen Achtspurgerät mit Eddie Bracken als Toningenieur in lediglich vier Takes bei 35 Minuten Aufnahmedauer.
Die Single Somethin’ Stupid / I Will Wait for You (Reprise 0561) erschien im Februar 1967, im August 1967 auch auf Frank Sinatras Album The World We Knew und auf Nancy Sinatras Album Sugar. Mo Ostins Bedenken, das Lied mit seinem Liebestext eigne sich nicht als Duett von Vater und Tochter, erwiesen sich als unbegründet. In den USA kam die Aufnahme bereits am 18. März 1967 in die Charts, wo sie insgesamt 13 Wochen blieb, und erreichte am 15. April für vier Wochen die Spitzenposition. In Großbritannien stand die Single gleichzeitig ab dem 23. März insgesamt 18 Wochen in der Hitparade und erreichte dort am 7. April 1967 für zwei Wochen die Spitze.
Auch in anderen europäischen Ländern und in Südamerika war die Aufnahme in den Hitparaden erfolgreich. In der deutschen Single-Hitparade erreichte der Titel Platz 4. Im selben Jahr wurde ihre Aufnahme in der Kategorie „Schallplatte des Jahres“ für einen Grammy nominiert. Parallel zum Hitparadenerfolg entwickelte sich auch der Verkaufserfolg. Die Single verkaufte sich weltweit zwei Millionen Mal, davon eine Million Exemplare in den Vereinigten Staaten und je 250.000 in Großbritannien und Deutschland.
Die Sinatras sind bislang das einzige Vater-Tochter-Paar, dem in den USA ein Nummer-eins-Hit gelang. Auch war es 1967 das erste Mal, dass zwei Künstler, die bereits solo mindestens einen Nummer-eins-Hit gehabt hatten, als Duo auf diese Position kamen. Frank und Nancy Sinatra konnten mit ihren späteren Duetten, von denen nur eines in die Top-30 kam, nicht mehr an diesen Erfolg anknüpfen. Bei einer gemeinsamen Tournee im Frühjahr 1982 sangen die beiden das Stück auch einige Male als Duett auf der Konzertbühne.
Auszeichnungen für Musikverkäufe

| Land/Region                  | Auszeichnungen für Musikverkäufe (Land/Region, Auszeichnung, Verkäufe) | Verkäufe  |
| ---------------------------- | ---------------------------------------------------------------------- | --------- |
| Italien (FIMI)               | Gold                                                                   | 50.000    |
| Spanien (Promusicae)         | Platin                                                                 | 60.000    |
| Vereinigte Staaten (RIAA)    | Gold                                                                   | 1.000.000 |
| Vereinigtes Königreich (BPI) | Gold                                                                   | 400.000   |
| Insgesamt                    | 3× Gold · 1× Platin ·                                                  | 1.510.000 |

Hauptartikel: Frank Sinatra/Auszeichnungen für Musikverkäufe

## Coverversion von Nicole Kidman und Robbie Williams
Im Dezember 2001 nahmen Robbie Williams und Nicole Kidman das Lied als Duett für Williams’ Album Swing When You’re Winning auf. Diese Version erreichte als Single erneut Platz eins in Großbritannien (als Weihnachts-Nummer-eins-Hit) sowie die Top 3 in Deutschland, Österreich und der Schweiz. 
| ChartsChartplatzierungen     | Höchstplatzierung | Wochen |
| ---------------------------- | ----------------- | ------ |
| Deutschland (GfK)            | 2 (17 Wo.)        | 17     |
| Österreich (Ö3)              | 2 (23 Wo.)        | 23     |
| Schweiz (IFPI)               | 3 (25 Wo.)        | 25     |
| Vereinigtes Königreich (OCC) | 1 (12 Wo.)        | 12     |

| ChartsJahrescharts (2002) | Platzierung |
| ------------------------- | ----------- |
| Deutschland (GfK)         | 20          |
| Österreich (Ö3)           | 5           |
| Schweiz (IFPI)            | 14          |

Auszeichnungen für Musikverkäufe

| Land/Region                  | Auszeichnungen für Musikverkäufe (Land/Region, Auszeichnung, Verkäufe) | Verkäufe  |
| ---------------------------- | ---------------------------------------------------------------------- | --------- |
| Australien (ARIA)            | Gold                                                                   | 35.000    |
| Belgien (BRMA)               | Gold                                                                   | 25.000    |
| Deutschland (BVMI)           | Gold                                                                   | 250.000   |
| Frankreich (SNEP)            | Silber                                                                 | 125.000   |
| Neuseeland (RMNZ)            | Gold                                                                   | 5.000     |
| Österreich (IFPI)            | Gold                                                                   | 20.000    |
| Schweiz (IFPI)               | Gold                                                                   | 25.000    |
| Spanien (Promusicae)         | Gold                                                                   | 30.000    |
| Vereinigtes Königreich (BPI) | Gold                                                                   | 505.000   |
| Insgesamt                    | 1× Silber · 8× Gold ·                                                  | 1.021.000 |

Hauptartikel: Robbie Williams/Auszeichnungen für Musikverkäufe

## Weitere Coverversionen
Insgesamt existieren mindestens 67 Coverversionen. Bereits 1967 produzierten Marvin Gaye und Tammi Terrell eine weitere Duettfassung für ihre LP United (August 1967), während Andy Williams eine Solo-Version auf der LP Love, Andy (November 1967) herausbrachte. Sacha Distel & Johanna Shimkus duettierten 1967 mit einem französischen Text von Maurice Tézé unter dem Titel Ces mots stupides. Unter dem Titel Was kann ich denn dafür schrieb Lilibert einen deutschen Text für Jack White & Brigitt Petry (1967), später übernommen von Wyn & Andrea (1976). Eine Reggae-Instrumentalversion stammt von Jackie Mittoo & Soul Vendors (1967). 
Chord Overstreet & Heather Morris veröffentlichten Somethin’ Stupid in der Serie Glee (Dezember 2012); im April 2013 erschien es auf dem Album To Be Loved von Michael Bublé, der es im Duett mit Reese Witherspoon sang.
Für die Serie Better Call Saul veröffentlichte Lola Marsh 2018 eine Coverversion des Liedes unter dem Namen Something Stupid.